# Gnjilica
Gnjilica (em cirílico: Гњилица) é uma vila da Sérvia localizada no município de Ráscia, pertencente ao distrito de Ráscia, na região de Ráscia. A sua população era de 159 habitantes segundo o censo de 2011.

## Demografia
| 1948 | 1953 | 1961 | 1971 | 1981 | 1991 | 2002 | 2011 |
| ---- | ---- | ---- | ---- | ---- | ---- | ---- | ---- |
| 553  | 608  | 634  | 548  | 339  | 260  | 228  | 159  |